# Une affaire de famille (film, 2018)
Pour les articles homonymes, voir Une affaire de famille.
Pour plus de détails, voir Fiche technique et Distribution.
Une affaire de famille (万引き家族, Manbiki kazoku, litt. « La famille des vols à l'étalage ») est un film japonais réalisé par Hirokazu Kore-eda, sorti en 2018. Le film  est en sélection officielle au festival de Cannes 2018, où il remporte la Palme d'or. Il analyse avec délicatesse la problématique du modèle familial japonais, opposant stéréotypes sociaux et réalité des relations dans la recherche du bien-être des enfants, réalités des sentiments et intérêts cupides face à la richesse et à la pauvreté, les apparences pouvant être trompeuses. Le film offre aussi un aperçu sans concession de la condition féminine au Japon.

## Synopsis
Tokyo, un quartier populaire, de nos jours. Le film s'ouvre sur une opération  - réussie - de vol en supermarché menée en soirée à deux : un homme d'une quarantaine d'année et un garçonnet d'une douzaine d'années. C'est manifestement une routine bien rodée. Ils se récompensent de leur exploit par l'achat de délicieuses croquettes. 
En chemin, l'homme (le père ?) remarque - et ce n'est pas la première fois - une fillette de quatre ou cinq ans, abandonnée dans la nuit froide sur un balcon en rez-de chaussée. Comme elle semble de surcroît affamée, il décide de la ramener chez lui. On découvre dans un pavillon assez misérable sa famille qui vit pauvrement et de façon assez désordonnée, mais dans un climat chaleureux  : l'homme, Osamu  travaille au  plus bas échelon sur un chantier de construction (il se blessera à la jambe et perdra son emploi mais ne pourra prétendre à aucune indemnité). Sa femme, Nobuyo, travaille dans une blanchisserie industrielle et fait les poches des clients (elle devra accepter pour garder sa jeune adoptée d'être licenciée pour compression de personnel ). Aki, une très jeune femme qui travaille en cabine privative de peep show dans un bar à hôtesses (et s'attache à l'un de ses clients, le n°4, un jeune muet), est étroitement liée à Hatsue, la grand'mère, propriétaire de la maison, qui fait vivre toute la famille sur sa retraite. Shōta est le fils ... quoique sa relation à Osamu reste opaque : malgré les invitations de celui-ci et la complicité qui les unit, il ne parvient pas à l'appeler "Papa". La nouvelle venue pose un problème : la famille craint d'être accusée de kidnapping et Osamu et Shōta ramènent l'enfant le soir suivant ... mais ils découvrent les parents en pleine querelle de ménage, les coups pleuvent, la femme hurlant qu'elle n'a jamais voulu non plus de cette enfant. Osamu ne peut se résoudre à sonner pour la remettre à ses parents, il la ramène définitivement chez lui. 
Elle a cinq ans, se nomme Yuri, et la grand'mère découvre qu'elle est couverte de trace de coups et de brûlures. Le clan l'intègre en son sein. Yuri s'attache à sa nouvelle famille dont les parents incitent avec une douce autorité les jeunes à l'accepter. Elle est initiée par  Shōta  et Osamu à quelques techniques de vol à l'étalage. Lorsque Shōta à la suite d'une rencontre est amené à remettre en question la moralité de leur activité favorite, Osamu expose son éthique personnelle : les objets qui n'ont pas encore été vendus n'appartiennent à personne. 
Deux mois plus tard, le groupe apprend par la télévision que Yuri est recherchée par la police - qui s'interroge sur la raison pour laquelle ses parents n'ont jamais prévenu les autorités de sa disparition. Débat : faut-il ramener la petite à sa vraie famille ? Nobuya et la grand'mère tranchent ; elle ne peut y retourner. Ce n'est pas un enlèvement puisqu'ils n'ont demandé aucune rançon, mais qu'au contraire ils lui sont venus en aide. Il faut néanmoins cacher cette adoption irrégulière. Les cheveux de la petite sont coupés, ses vieux vêtements brûlés et on lui donne un nouveau prénom : Rin, qu'elle accepte avec enthousiasme.
La grand'mère a aussi ses secrets. Hatsue rend régulièrement visite au fils né du second mariage de son ex-époux. Le fils et son épouse ont deux filles, la cadette, en âge scolaire, vit avec eux, tandis que leur ainée, qui se nomme Aki, fait de grandes études au loin en Australie, les parents déplorant qu'elle ne se donne pas la peine de revenir pour les fêtes. Au moment de partir, le fils tend une enveloppe qu'Hatsue reçoit cérémonieusement. Dehors, elle compte les billets contenus dans celle-ci et se plaint à voix haute du montant médiocre : 30 000 yens (un peu moins de 200 €). 
Après avoir acheté à Yuri-Rin un joli maillot de bain - qui sera l'occasion de découvrir un peu plus les mauvais traitements que la fillette recevait de ses parents - le clan se rend à la plage ; scène de bonheur familial. Hatsue remercie les dieux du bonheur qui lui est échu et de la certitude qu'elle ne mourra pas seule. Peu après, elle meurt effectivement dans son sommeil au grand désespoir d'Aki. Et au grand embarras de la famille qui résout l'épineux problème financier (funérailles bien trop coûteuses pour leurs moyens, perte de la pension et du logement) en cachant son décès et en l'enterrant sous la maison. Mais chacun devra désormais oublier qu'il y ait jamais eu une grand'mère auprès d'eux.
La subsistance devient difficile et Osamu décide d'étendre ses activités au vol à la roulotte. Il brise ainsi sur un parking la vitre d'une auto de riches et y dérobe un sac. Mais cette fois-ci Shōta refuse de s'y associer, jugeant que ce vol viole leur code de conduite. Pris par la honte d'inciter Yuri-Rin à la délinquance, Shōta se lance à l'improviste dans une démonstration des risques du vol : dans une épicerie, sous les yeux de la petite, il s'empare avec ostentation  d'un sac d'oranges et fuit en courant hors du magasin. Cerné par les vendeurs sur un pont, il enjambe la rambarde et tombe de plusieurs mètres en contrebas. 
La police fait hospitaliser le gamin qui s'en tire avec une fracture de la jambe. Osamu et Nobuyo se rendent à l'hôpital où est soigné Shōta, mais leurs réponses évasives et leur fuite éperdue éveillent les soupçons de policiers. Avec le reste de la famille, Aki et Yuri, ils sont capturés le soir même alors qu'ils tentaient d'échapper aux recherches en abandonnant leur domicile. La clandestinité du clan incongru va être analysée et ramenée à la norme légale.
Les policiers découvrent la somme des secrets qui unissaient cette famille des plus recomposées. Ils identifient en Rin la petite Yuri portée disparue, reconnaissent en Osamu l'homme qui a tué le mari de Nobuyo, homme violent qui la maltraitait (crime passionnel qui a fait d'ailleurs l'objet d'un acquittement). Ils identifient aussi en Aki la propre fille des enfants du deuxième mariage de l'époux d'Hatsue : celle-ci avait noué avec l'adolescente une relation affective étroite et l'avait convaincue de venir habiter avec elle ... recevant à ce titre une pension de ses parents. Pressés de rétablir la vérité et de montrer aux jeunes à quel points ils avaient été abusés par le trio Nobuyo-Osamu-Hatsue, les policiers informent Aki de la relation financière d'Hatsue avec ses parents, effondrée par ce qu'elle prend pour une trahison, elle leur révèle où se trouve le corps de la vieille dame. Ils précisent à Shōta que la famille s'enfuyait en l'abandonnant. Quant à Yuri, elle est rendue à ses parents biologiques, qui, après avoir présenté à la presse l'image d'un couple de parents idéaux, affectueux et indignés de l'enlèvement de leur enfant ... recommencent à la négliger, la mère continuant d'ailleurs d'être battue par son mari. 
On découvre au fil des interrogatoires que Nobuyo ne peut avoir d'enfant, ce qui l'expose à l'écrasant mépris de la policière pour qui l'ordre biologique prime et qui estime que par définition l'enfant veut revenir auprès de ses parents, ses parents veulent le récupérer et qu'une femme stérile ne peut prétendre à prendre en charge l'enfant d'une autre. On découvre un Osamu bien incapable de se défendre, désolé de n'avoir rien eu de mieux à transmettre aux enfants que son savoir-faire de délinquant et qui - sans pouvoir l'expliquer - a baptisé de son propre prénom le garçonnet (dont on saura un peu plus tard qu'il l'a trouvé abandonné dans une voiture).
Pour protéger Osamu exposé à être considéré comme récidiviste, Nobuyo s'accuse seule de tous les actes criminels ce qui la fait condamner à cinq ans de prison. Elle accepte cette peine comme le prix à payer pour les quelques années de bonheur qu'elle vient de connaître. 
Shōta est placé dans un orphelinat et scolarisé, ce qui ne semble pas lui déplaire. Osamu et Shōta rendent visite à Nobuyo en prison ; elle révèle au garçon, au grand désespoir d'Osamu, le lieu - le parking d'une salle de jeu -, la marque, la couleur et l'immatriculation de la voiture où ils l'ont trouvé et recueilli en bas âge, afin qu'il puisse retrouver s'il le souhaite ses parents biologiques (dont il avait dit au policier n'avoir aucun souvenir ni aucun désir de les rencontrer). Shōta décide de dormir chez Osamu, à l'encontre des règles de l'orphelinat. Après un dernier moment de joie ensemble (dégustation de ramen aux croquettes et construction d'un bonhomme de neige), il questionne Osamu qui lui confirme que le groupe voulait s'enfuir en l'abandonnant, et s'excuse, n'osant pas lui dire qu'ils avaient eu l'intention de le récupérer après sa guérison. 
Le lendemain matin, au moment de partir, Shōta révèle à Osamu qu'il s'est laissé capturer à dessein, ce qu'Osamu lui pardonne, mais, dans le bus, juste après leur séparation, Shōtah, qui lui a pourtant refusé un dernier regard, l'appelle tout bas, pour la première fois, « Papa ».
Le film s'achève sur la détresse de Yuri, reléguée comme autrefois au-dehors, sur le balcon de ses "vrais" parents, sans même un vêtement chaud en plein hiver, et qui, chantonnant pour se consoler une comptine apprise par la grand'mère, attend désespérément la venue d'une silhouette aimée au-delà de la rambarde ... 

## Fiche technique
- Titre original : 万引き家族 (Manbiki kazoku?)[1]
- Titre français : Une affaire de famille
- Titre anglais : Shoplifters[1]
- Réalisateur : Hirokazu Kore-eda
- Assistant réalisateur : Shōichi Morimoto
- Scénario : Hirokazu Kore-eda
- Directeur de la photographie : Ryūto Kondō
- Décors : Keiko Mitsumatsu, Akiko Matsuba
- Montage : Hirokazu Kore-eda, assisté de Takuya Onodera
- Musique : Haruomi Hosono
- Son : Tomita Kazuhiko
- Producteurs : Matsuzaki Kaoru, Yose Akihiko, Taguchi Hijiri
- Sociétés de production : Fuji Television Network, GAGA Communications, AOI
- Sociétés de distribution : GAGA (Japon), Le Pacte (France)
- Pays de production :  Japon
- Langue originale : japonais
- Genre : drame
- Durée : 120 minutes[2]
- Dates de sortie :
  - France : 13 mai 2018 (Festival de Cannes 2018[3]), 12 décembre 2018[4] (sortie nationale)
  - Japon : 8 juin 2018[2]

## Distribution
- Lily Franky (VF : Éric Bonicatto) : Osamu Shibata, le faux père.
- Sakura Andō (VF : Sylvie Santelli) : Nobuyo Shibata, la fausse mère.
- Mayu Matsuoka (VF : Sophie Ostria) : Aki Shibata, l'hôtesse de peep-show.
- Kirin Kiki (VF : Marianne Chettle) : Hatsue Shibata, la grand-mère.
- Jyo Kairi (VF : Yann Miret) : Shota Shibata, le garçon.
- Miyu Sasaki : Yuri Hojo (ou Rin), la petite fille recueillie.
- Kengo Kōra : Takumi Maezono, le commissaire de police
- Sōsuke Ikematsu : Monsieur 4, client du peep-show.
- Chizuru Ikewaki : Kie Miyabe
- Yuki Yamada : Yasu Hojo
- Moemi Katayama : Nozomi Hojo
- Akira Emoto : Yoritsugu Kawado, le vendeur de la supérette.

Version française dirigée par Sylvie Santelli au studio Audioprojects (Barcelone), d'après une adaptation des dialogues de Pascal Strippoli et Nelson Calderón. Informations prélevées du carton du doublage français.

## Sortie

### Accueil critique
En France, le site Allociné propose une moyenne de 4,5/5 à partir de 39 critiques de presse.
Pour Thomas Sotinel du Monde, « Hirokazu Kore-eda construit un récit rigoureux fait de dévoilements successifs, de retournements bouleversants, mis en scène avec la grâce qu'on lui connaît, augmentée cette fois d’une vigueur sensuelle inédite. ».
Pour Cécile Mury de Télérama, « Le cinéaste Hirokazu Kore-eda, chouchou de la Croisette, n'a pas déçu avec ce drame familial. Sa subtilité, son art de détricoter les apparences et la magnifique interprétation des comédiens ressurgissent dans cette œuvre, l'une des meilleures de sa filmographie. ».
Pour Étienne Sorin du Figaro, « Kore-eda, à 56 ans, signe avec Une affaire de famille l'un de ses plus beaux films, sinon le plus beau. ».

### Box-office
- France : 728 905 entrées[9]

## Distinctions

### Récompenses
- Festival de Cannes 2018 : Palme d'or[3],[10]
- Festival international du film d'Antalya 2018 : Meilleur réalisateur[11]
- César 2019 : César du meilleur film étranger
- 42e cérémonie des Japan Academy Prize : meilleur film, meilleur réalisateur, meilleur scénario, meilleure actrice, meilleure actrice dans un second rôle, meilleure musique, meilleure photographie et meilleure lumière
- Prix Kinema Junpō 2019 : prix du meilleur film, prix du meilleur film (choix des lecteurs), prix de la meilleure actrice pour Sakura Andō et prix du meilleur réalisateur (choix des lecteurs)[12]

### Nominations
- BAFTA 2019 : BAFTA du meilleur film en langue étrangère[13]
- Golden Globes 2019 : Golden Globe du meilleur film en langue étrangère[14]
- Oscars 2019 : Oscar du meilleur film en langue étrangère[15]

## Sortie vidéo
Le film sort en France en DVD et Blu-ray le 24 avril 2019 par Le Pacte.